# Unadingen
Unadingen ist ein Dorf im baden-württembergischen Landkreis Breisgau-Hochschwarzwald, gelegen an der B 31 zwischen Titisee-Neustadt und Donaueschingen.
Bis zur Kreisreform am 1. Januar 1973 gehörte Unadingen zum Landkreis Donaueschingen, am 1. Januar 1975 wurde Unadingen ein Ortsteil der Stadt Löffingen. Der Ort ist an die Höllentalbahn angeschlossen.

## Sprache
Im Dorf wird von der Mehrheit der Einwohner alemannisch gesprochen.

## Wirtschaft
Neben drei Gaststätten (die teilweise nur noch sporadisch offen haben) finden sich in Unadingen einige Handels-, Handwerks- und Metallverarbeitungsbetriebe.

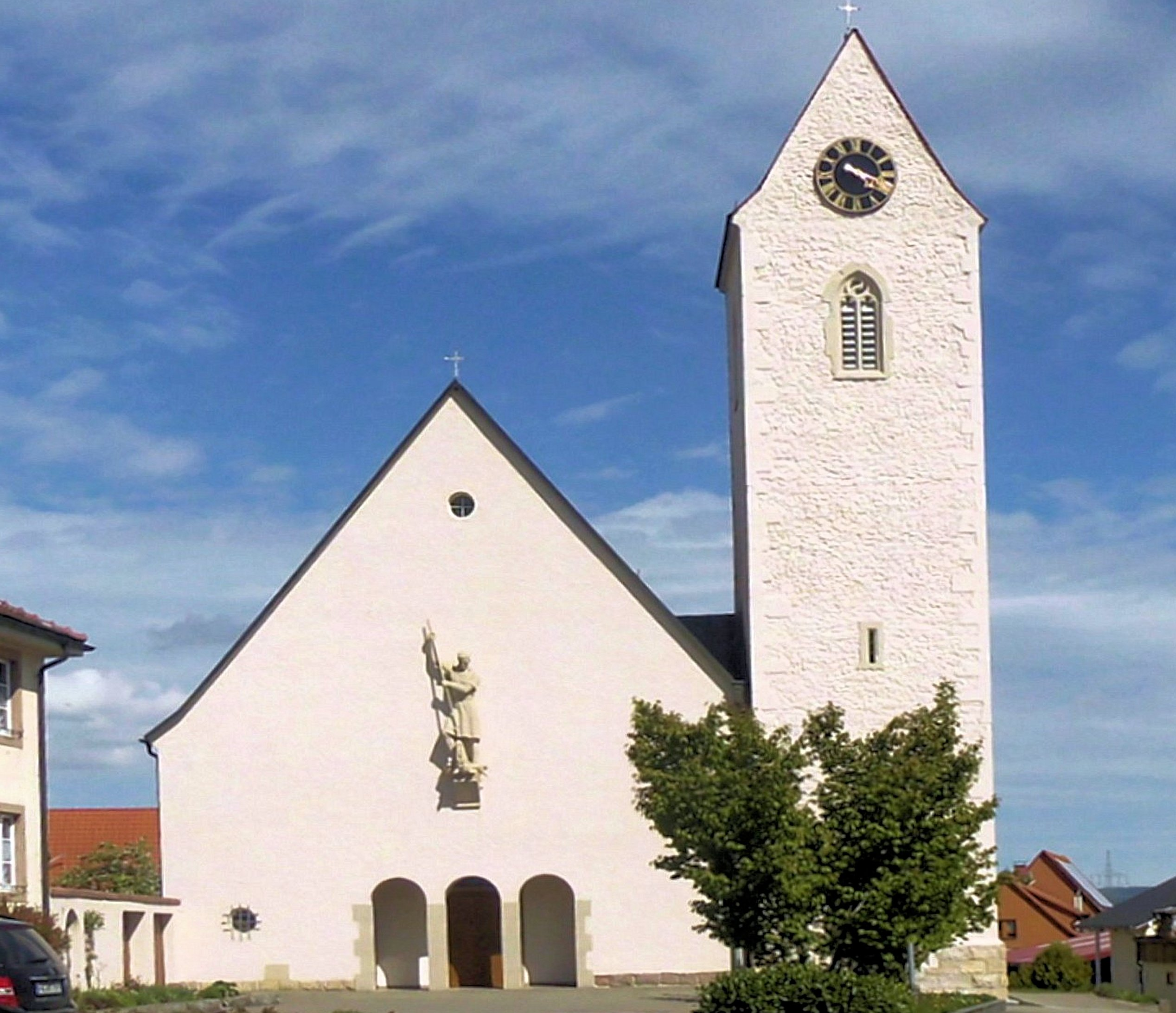
Kirche St. Georg in Unadingen

## Fasnacht in Unadingen
Die Fasnacht hat in Unadingen lange Tradition. So gibt es trotz der geringen Einwohnerzahl mehrere Narrengruppen.
Die Fasnacht beginnt am Schmotzigen Donnerstag mit der Befreiung der Schüler und nachmittags mit dem Setzen des Narrenbaumes. Weiter geht es dann am Sonntag mit dem Bunten Abend. Am darauf folgenden Montag beginnt morgens der Hexenumzug, mittags die Kinderfasnet und am Abend stellen sich die Kostümierten einer Jury am Preismaskenball. Am Dienstag dann mit dem großen Unadinger Umzug der Höhepunkt, bei dem jedes Jahr viele Menschen Unadingens Straßen säumen um die dekorierten Wagen und Gruppen zu sehen.

## Vereine
Da das Dorfleben in Unadingen sehr gesellig ist gibt es zahllose Vereine. Beispiele dafür sind das DRK, die Feuerwehr, die Landfrauen, die Landjugend, der Musikverein, der Narrenverein sowie der Sportverein und sonstige Gruppierungen wie z. B. die Häfiligigser und die Jacky-Connection.

## Persönlichkeiten
- Sebastian Straub (1810–1883), Jurist und Politiker